# Итакпе
Итакпе (Итакпе-Хилл, англ. Itakpe mine, Itakpe Hill) — среднее по запасам месторождение магнетит-гематитовых руд (36,9% Fe) в центральной Нигерии в штате Коги, на правом берегу реки Нигер, северо-западнее Окене. Представлено линзообразными магнетит-гематитовыми телами, связанных железистыми кварцитами. Балансовые запасы 189,8 млн. т (по другим данным — 3 млрд т).
В 1973 году советские геологи с участием нигерийских специалистов разведали железорудные месторождения Итакпе-Хилл, Аджибоноко-Хилл (26,3 млн. т, 37,1%) и Шокошоко близ Окене.
Контракт (120 млн найра) на строительство карьера выполняли фирмы Koch International из ФРГ (70 млн найра) и JLGT из Швейцарии (50 млн. найра). Максимальная проектная мощность 5,6 млн т в год. Была сооружена железная дорога до обогатительной фабрики (планировался выпуск 65%-ного и 68%-ного концентрата соответственно для заводов в Аджаокуте и Аладже). При строительстве в 1982—1986 гг. было добыто и складировано около 350 тыс. т руды.
Фирма Neyrtec Minéral из Франции в  сотрудничестве с SOVRAM и KOCH изготовила и поставила основное оборудование и инженерные системы для мокрого обогащения руды в Итакпе.
В начале 2000-х годов правительство Нигерии решило добывать значительное количество руды (2 млн т в первый год с увеличением до 20 млн т в течение пяти лет), чтобы уменьшить зависимость от нефти и газа, а также для диверсификации экономики.
Строительство железной дороги Итакпе — Варри европейской колеи длиной 320 километров началось при Ибрагиме Бабангида в 1987 году. В июле 2018 года железная дорога была достроена и стала второй железной дорогой европейской колеи в стране после железной дороги Абуджа — Кадуна, сданной в январе 2018 года. По состоянию на 2018 год все 12 промежуточных станций дороги находятся в стадии строительства. Поддерживать работу железной дороги будут 1000 наёмных работников.